# Faustball-Europameisterschaft 2002
Die 13. Faustball-Europameisterschaft der Männer fand vom 23. bis 25. August 2002 in Erlangen (Deutschland) statt. Deutschland war zum vierten Mal Ausrichter der Faustball-Europameisterschaft der Männer.

## Vorrunde
Gruppe A
Spielergebnisse
| 23.08.2002 | Deutschland | – | Italien    | 2:0 | (20:5, 20:11) |
| 24.08.2002 | Italien     | – | Tschechien | 2:0 | (20:6, 20:7)  |
| 24.08.2002 | Deutschland | – | Tschechien | 2:0 | (20:4, 20:5)  |

Gruppe B

Spielergebnisse
| 23.08.2002 | Schweiz    | – | Österreich | 0:2 | (13:20, 16:20) |
| 24.08.2002 | Schweiz    | – | Dänemark   | 2:0 | (20:10, 20:6)  |
| 24.08.2002 | Österreich | – | Dänemark   | 2:0 | (20:6, 20:2)   |

## Halbfinale
| 24.08.2002 | Deutschland | - | Schweiz | 2:1 | (18:20, 20:12, 20:6) |
| 24.08.2002 | Österreich  | - | Italien | 2:0 | (20:7, 20:6)         |

## Finalspiele
| Spiel um Platz 5 | Spiel um Platz 5 | Spiel um Platz 5 | Spiel um Platz 5 | Spiel um Platz 5 | Spiel um Platz 5     | Spiel um Platz 5 |
| ---------------- | ---------------- | ---------------- | ---------------- | ---------------- | -------------------- | ---------------- |
| 25.08.2002       | Tschechien       | –                | Dänemark         | 0:2              | (11:20, 15:20)       |                  |
| Spiel um Platz 3 |                  |                  |                  |                  |                      |                  |
| 25.08.2002       | Schweiz          | –                | Italien          | 2:0              | (20:13, 20:9)        |                  |
| Finale           |                  |                  |                  |                  |                      |                  |
| 25.08.2002       | Deutschland      | –                | Österreich       | 0:3              | (8:20, 13:20, 11:20) |                  |

## Schiedsrichter
| Name             | Land        | Einsätze                      | Einsätze   | Einsätze                     |
| Name             | Land        | Vorrunde                      | Halbfinale | Finalspiele                  |
| ---------------- | ----------- | ----------------------------- | ---------- | ---------------------------- |
| Hans Hunn        | Schweiz     | GER – ITA ITA – CZE AUT – DEN | AUT – ITA  | P5 / CZE – DEN F / GER – AUT |
| Frieder Koruna   | Schweiz     | ITA – CZE GER – CZE           | AUT – ITA  | F / GER – AUT P5 / CZE – DEN |
| Ambros Rumpl     | Österreich  | SUI – DEN GER – ITA           | GER – SUI  | P3 / SUI – ITA               |
| Rudolf Peil      | Österreich  | GER – CZE GER – ITA ITA – CZE | GER – SUI  | P3 / SUI – ITA               |
| Mario Lancioni   | Deutschland | SUI – AUT SUI – DEN AUT – DEN |            | P3 / SUI – ITA               |
| Thomas Wunner    | Deutschland | AUT – DEN SUI – AUT SUI – DEN | AUT – ITA  | P5 / CZE – DEN               |
| Günter Haagensen | Dänemark    | SUI – AUT GER – CZE           | GER – SUI  | F / GER – AUT                |

Legende: Fett markiert sind die Einsätze als Hauptschiedsrichter, in den weiteren Partien waren die IFA-Schiedsrichter als Linienrichter tätig.

## Platzierungen
| Rang | Land        |
| ---- | ----------- |
| 1.   | Österreich  |
| 2.   | Deutschland |
| 3.   | Schweiz     |
| 4.   | Italien     |
| 5.   | Dänemark    |
| 6.   | Tschechien  |